# A Marvel-moziuniverzum filmjeinek listája
A Marvel-moziuniverzum az amerikai szuperhősfilmek sorozatára épül, amelyeket a Marvel Studios gyárt, és a Marvel Comics képregényeiben szereplő karakterek alapján készülnek. Az MCU egy közös univerzum, amelyben valamennyi film játszódik. A filmek gyártása 2007-ben kezdődött, azóta a Marvel Studios 36 filmet készített és mutatott be, és legalább további 9 film van különböző fejlesztési fázisban. Az MCU a filmtörténelem legsikeresebb franchise-a, több mint 31,9 milliárd dolláros globális bevétellel. Ide tartozik a Bosszúállók: Végjáték is, amely megjelenésekor minden idők legtöbb bevételt hozó filmje lett.

## Fejlesztés
2005-re a Marvel Entertainment elkezdte tervezni, hogy saját filmjeit önállóan készítse el, és a forgalmazást a Paramount Picturesen keresztül bonyolítsa le. 2007 júniusában a Marvel Studios 525 millió dolláros forgóhitel-megállapodást kötött a Merrill Lynch-csel a finanszírozás biztosítására. A Marvel célja az volt, hogy először külön-külön filmeket készítsen a főbb szereplőiről, majd ezeket egy közös, crossover filmben egyesítse.

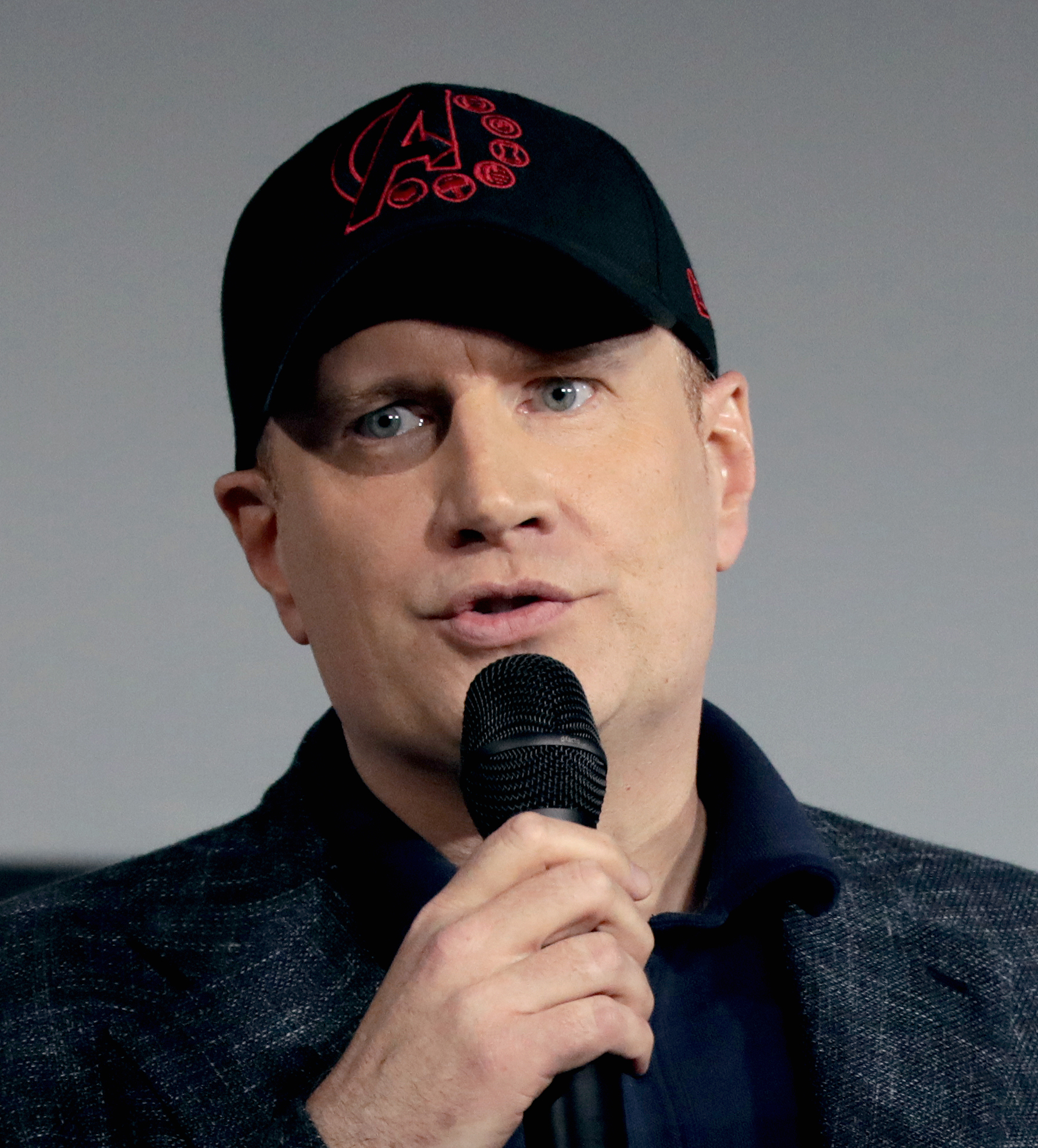
A Marvel Studios elnöke, Kevin Feige segített megalkotni a Marvel karaktereken alapuló, közös médiavilág koncepcióját.

A Marvel Studios elnöke, Kevin Feige 2013 novemberében elmondta, hogy az ideális éves megjelenési ütemezés szerint egy filmet egy már létező karakterre, egy másikat pedig egy új szereplőre alapoznának, mert ez szerinte „szép ritmust” adna a filmeknek. Ugyanakkor ez nem mindig valósult meg, ahogyan azt a 2013-ban bemutatott két folytatás (Vasember 3. és Thor: Sötét világ) is mutatja. Feige 2014 júliusában kifejtette, hogy ezt a modellt követték 2014-ben és 2015-ben, és szerinte „szórakoztató lenne ezt a fajta irányt folytatni”. Miután abban a hónapban több, 2019-ig terjedő premierdátumot is bejelentettek, köztük olyan éveket is, ahol három film bemutatását tervezték, Feige elmondta, hogy nem valamiféle „számológép” mondta meg a stúdiónak, hogy növeljék a filmgyártást, a változás abból fakadt, hogy „a meglévő franchise-okat filmről filmre kezeljük, és ha van egy kész csapat, miért küldenénk őket négy évre szabadságra csak azért, mert épp nincs szabad időpontunk? Inkább keresünk egy módot arra, hogy folytassák a munkát.” Miután 2014 októberében nyilvánosságra hozták ezen filmek címét is, Feige kijelentette, hogy a stúdió „teljes gőzzel működik”, és ez önbizalmat adott ahhoz, hogy 2017-ben és 2018-ban évi három filmet mutassanak be anélkül, hogy változtatnának a gyártási módszeren. A „szuperhős-fáradtság” lehetőségével kapcsolatban Feige úgy nyilatkozott, hogy bár minden film Marvel-képregényeken alapul és a „Marvel Studios” logót viseli, ő úgy érzi, hogy minden film egyedi jellemzőkkel bír, amelyek megkülönböztetik egymástól, valamint más nem-Marvel-moziuniverzumhoz (MCU) tartozó szuperhősfilmtől is. Példaként említette a stúdió 2016-os filmjeit, az Amerika Kapitány: Polgárháborút és a Doctor Strange-et, amelyek „teljesen különböző filmek”. A stúdió célja, hogy továbbra is meglepje a közönséget, és elkerülje, hogy a filmjeik túlságosan hasonlóvá váljanak.
2014 februárjában Kevin Feige elmondta, hogy a Marvel Studios szeretné utánozni a képregények „ritmusát” azzal, hogy a karakterek először saját filmjeikben jelennek meg, majd közös, crossover-eseményekben találkoznak, ahol a Bosszúállók-filmek „nagy, monumentális sarokkövekként” szolgálnak a megosztott univerzumon belül. Ami a karakterek számának bővítését és az önálló filmek saját jogon való működésének lehetőségét illeti – szemben azzal, hogy a Bosszúállók tagjai más filmekben is rendszeresen együtt szerepeljenek – Feige úgy fogalmazott, hogy céljuk megtanítani a közönségnek azt a gondolatot, hogy „a karakterek külön-külön is léteznek, aztán bizonyos eseményekre összeállnak, majd ismét visszatérnek saját világukba. Ahogy a képregényolvasók ezt évtizedek óta megszokták… az emberek kezdenek elfogadni egy olyan világot, ahol van, amikor a hősök együtt vannak, és van, amikor nem.” A jövőbeli MCU-filmek történetének kidolgozásáról Feige 2015 szeptemberében azt nyilatkozta, hogy a „nagy vonalak” és időnként „nagyon konkrét dolgok” jóval előre meg vannak tervezve. Hangsúlyozta, hogy elég mozgástér marad ahhoz, hogy „rugalmasan lehessen haladni, változtatni, és még magunkat is meglepni azzal, hová jutunk el”, és hogy minden film önállóan is kielégítő élményt nyújtson, ugyanakkor illeszkedjen a nagyobb univerzumba, mintha évekkel korábban tervezték volna el. A stúdió arra az esetre is rendelkezik tartaléktervekkel, ha egy színész nem tudná vagy nem akarná újra eljátszani a szerepét, és képesek reagálni olyan váratlan eseményekre is, mint amikor 2015 februárjában lehetőség nyílt a Pókember jogainak felhasználására.
Feige 2016 áprilisában beszélt arról, hogy a Marvel-moziuniverzum hogyan lép majd a negyedik fázisba, miközben visszatekintett az első három fázis filmjeire, és elmondta: „Szerintem a harmadik fázisban lesznek lezárások, ugyanakkor új kezdetek is, amelyek egy új, nagyon más, kifejezetten eltérő fejezetet nyitnak majd egy olyan történetben, amely egykor egy három fázisból álló, teljes első szága lesz.” A gyakori MCU-rendező, Joe Russo hozzátette, hogy a harmadik fázis „a dekonstrukció fázisa” volt, amely a Polgárháborúval kezdődött, és az „összegző filmekhez” vezetett: azaz a Bosszúállók: Végtelen háború (2018) és a Bosszúállók: Végjáték (2019) filmekhez. Egy évvel később Feige úgy érezte, hogy a harmadik fázis lezárulta után a Marvel talán el is hagyja a fázisokra bontott rendszert, és azt mondta: „lehet, hogy ez valami új lesz”. Feige megemlítette, hogy a Bosszúállók: Végjáték „egyértelmű lezárást” fog nyújtani az addigi filmeknek és történetszálaknak, és ezzel a franchise „két külön korszakra” válik szét: „minden, ami a [Végjáték] előtt történt, és minden, ami utána jön”. Azokat a filmeket, amelyeket a Végjáték utánra terveztek, szándékosan eltérő hangulatúra és stílusúra tervezték, mint azokat, amelyek az „Végtelen szágához” tartoztak, ez az elnevezés magában foglalja az első, második és harmadik fázist.
2019 júliusában Kevin Feige bejelentette a negyedik fázis filmjeinek és Disney+ eseménysorozatainak listáját a San Diego-i Comic-Conon. 2020 decemberében, a Disney befektetői napján a Marvel frissítéseket adott a korábban bejelentett fázisprojektekhez. 2022 júniusának végén Feige elmondta, hogy a közönség kezdheti látni, merre tart az MCU következő nagy szágája, ahogy a negyedik fázis a végéhez közeledik, hozzátéve, hogy a fázison belül számos utalás volt már arra, mi következik. Azt is kijelentette, hogy a Marvel Studios a következő hónapokban „egy kicsit közvetlenebbül” fog kommunikálni a jövőbeli terveikről, hogy a közönség számára „kirajzolódjon a nagyobb kép”. 2022 júliusában Feige ismét a San Diego-i Comic-Conon mutatta be az ötödik és hatodik fázis terveit, amelyek szintén filmeket és Disney+ sorozatokat tartalmaznak. Ekkor felfedte, hogy ez a három fázis együtt alkotja majd a „Multiverzum szága” névre keresztelt történetívet.
2024 májusában Bob Iger, a Disney vezérigazgatója bejelentette, hogy a vállalat a jövőben évente két, legfeljebb három Marvel-filmet tervez bemutatni, szemben az elmúlt években tapasztalt évi négy premierrel. Ez része a Disney azon stratégiájának, amely a tartalomkínálat csökkentését és a minőségre való nagyobb fókuszt célozza. Ekkoriban még négy Marvel-film megjelenését tervezték 2025-re és 2026-ra is. Iger elmondta, hogy a Marvel-tartalmak továbbra is egyensúlyt fognak teremteni a folytatások és az új franchise-ok között. 2024 későbbi részében azonban a Disney levette a 2025-ös bemutatási dátumról a régóta fejlesztés alatt álló Blade című filmet, valamint töröltek egy meg nem nevezett Marvel-filmet is, amely 2026 júliusára volt ütemezve. Ezt a megjelenési dátumot végül a Sony Pictures Spider-Man: Brand New Day című filmje kapta meg. Feige ekkor elmondta, hogy a három, 2025-re még ütemezett film már régóta fejlesztés alatt áll, és készen állnak a bemutatásra. Várakozása szerint a Marvel Studios 2026-tól kezdve évente két filmet fog megjelentetni. 2025 májusában Iger a Mennydörgők*-et nevezte meg a Marvel Studios fókuszváltásának „első és legjobb példájaként”.
A Marvel Studios bemutatónaptárának további változásai több mint egyéves szünetet eredményeztek A Fantasztikus 4-es: Első lépések (2025) és a Brand New Day között; ez lesz a leghosszabb időszak MCU-filmpremierek között a Pókember: Idegenben (2019) és a Fekete Özvegy (2021) közötti szünet óta, amelyet a koronavírus-világjárvány is befolyásolt. 2025 júliusában Kevin Feige elmondta, hogy a stúdió azon dolgozik, hogy csökkentse filmjeinek költségvetését, mivel azok a Végjáték óta – részben a pandémia miatt – megnövekedtek. Hozzátette, hogy a 2024-es és 2025-ös filmek költségvetése harmadával alacsonyabb a 2022-es és 2023-as filmekénél. A Marvel Studios vezetői találkoztak Az Alkotó (2023) című film alkotócsapatával, hogy megértsék, miként tudták azt a filmet viszonylag alacsony, 80 millió dolláros költségvetésből elkészíteni. Feige azt is bejelentette, hogy a stúdió megállapodást kötött arról, hogy számos készülő filmjét az Egyesült Királyságban található Pinewood Studiosban forgassa, ahol korábban már több produkciójuk is készült. Emellett jelezte, hogy a Marvel Studios tervei között szerepel a georgiai és New York-i stúdióterek használata is Kalifornia helyett, mivel ezekben az államokban kedvezőbbek a filmgyártási adójóváírások.

## Filmek
A Marvel Studios filmjeit úgynevezett „fázisokba” sorolva mutatja be.

### Végtelen szága
Az első, második és harmadik fázis filmjeit összefoglalóan „Végtelen szága” néven ismerik.

#### Első fázis
| Magyar cím (Eredeti cím)                                                  | Bemutató          | Bemutató           | Rendező         | Író                                                  | Producer                                | Forgalmazó                          | Forgalmazó    |
| Magyar cím (Eredeti cím)                                                  | USA               | Magyar             | Rendező         | Író                                                  | Producer                                | USA                                 | Magyar        |
| ------------------------------------------------------------------------- | ----------------- | ------------------ | --------------- | ---------------------------------------------------- | --------------------------------------- | ----------------------------------- | ------------- |
| A Vasember (Iron Man)                                                     | 2008. május 2.    | 2008. április 30.  | Jon Favreau     | Mark Fergus, Hawk Ostby, Art Marcum és Matt Holloway | Avi Arad és Kevin Feige                 | Paramount Pictures                  | UIP-Dunafilm  |
| A hihetetlen Hulk (The Incredible Hulk)                                   | 2008. június 13.  | 2008. június 12.   | Louis Leterrier | Zak Penn                                             | Avi Arad, Gale Anne Hurd és Kevin Feige | Universal Pictures                  | UIP-Dunafilm  |
| Vasember 2. (Iron Man 2)                                                  | 2010. május 7.    | 2010. április 29.  | Jon Favreau     | Justin Theroux                                       | Kevin Feige                             | Paramount Pictures                  | UIP-Dunafilm  |
| Thor (Thor)                                                               | 2011. április 21. | 2011. április 28.  | Kenneth Branagh | Ashley Edward Miller, Zack Stentz és Don Payne       | Kevin Feige                             | Paramount Pictures                  | UIP-Dunafilm  |
| Amerika Kapitány: Az első bosszúálló (Captain America: The First Avenger) | 2011. július 22.  | 2011. augusztus 5. | Joe Johnston    | Christopher Markus és Stephen McFeely                | Kevin Feige                             | Paramount Pictures                  | UIP-Dunafilm  |
| Bosszúállók (The Avengers)                                                | 2012. május 4.    | 2012. április 26.  | Joss Whedon     | Joss Whedon                                          | Kevin Feige                             | Walt Disney Studios Motion Pictures | Fórum Hungary |

#### Második fázis
| Magyar cím (Eredeti cím)                                               | Bemutató           | Bemutató            | Rendező              | Író                                                        | Producer    | Forgalmazó                          | Forgalmazó    |
| Magyar cím (Eredeti cím)                                               | USA                | Magyar              | Rendező              | Író                                                        | Producer    | USA                                 | Magyar        |
| ---------------------------------------------------------------------- | ------------------ | ------------------- | -------------------- | ---------------------------------------------------------- | ----------- | ----------------------------------- | ------------- |
| Vasember 3. (Iron Man 3)                                               | 2013. május 3.     | 2013. április 25.   | Shane Black          | Drew Pearce és Shane Black                                 | Kevin Feige | Walt Disney Studios Motion Pictures | Fórum Hungary |
| Thor: Sötét világ (Thor: The Dark World)                               | 2013. november 8.  | 2013. november 14.  | Alan Taylor          | Christopher L. Yost, Christopher Markus és Stephen McFeely | Kevin Feige | Walt Disney Studios Motion Pictures | Fórum Hungary |
| Amerika Kapitány: A tél katonája (Captain America: The Winter Soldier) | 2014. április 4.   | 2014. április 10.   | Joe és Anthony Russo | Christopher Markus és Stephen McFeely                      | Kevin Feige | Walt Disney Studios Motion Pictures | Fórum Hungary |
| A galaxis őrzői (Guardians of the Galaxy)                              | 2014. augusztus 1. | 2014. augusztus 14. | James Gunn           | James Gunn és Nicole Perlman                               | Kevin Feige | Walt Disney Studios Motion Pictures | Fórum Hungary |
| Bosszúállók: Ultron kora (Avengers: Age of Ultron)                     | 2015. május 1.     | 2015. május 7.      | Joss Whedon          | Joss Whedon                                                | Kevin Feige | Walt Disney Studios Motion Pictures | Fórum Hungary |
| A Hangya (Ant-Man)                                                     | 2015. július 17.   | 2015. július 23.    | Peyton Reed          | Edgar Wright, Joe Cornish, Adam McKay és Paul Rudd         | Kevin Feige | Walt Disney Studios Motion Pictures | Fórum Hungary |

#### Harmadik fázis
| Magyar cím (Eredeti cím)                                    | Bemutató          | Bemutató          | Rendező                  | Író                                                                                                   | Producer                         | Forgalmazó                          | Forgalmazó    |
| Magyar cím (Eredeti cím)                                    | USA               | Magyar            | Rendező                  | Író                                                                                                   | Producer                         | USA                                 | Magyar        |
| ----------------------------------------------------------- | ----------------- | ----------------- | ------------------------ | --- | -------------------------------- | ----------------------------------- | ------------- |
| Amerika Kapitány: Polgárháború (Captain America: Civil War) | 2016. május 6.    | 2016. május 5.    | Anthony és Joe Russo     | Christopher Markus és Stephen McFeely                                                                 | Kevin Feige                      | Walt Disney Studios Motion Pictures | Fórum Hungary |
| Doctor Strange (Doctor Strange)                             | 2016. november 6. | 2016. november 3. | Scott Derrickson         | Jon Spaihts, Scott Derrickson és C. Robert Cargill                                                    | Kevin Feige                      | Walt Disney Studios Motion Pictures | Fórum Hungary |
| A galaxis őrzői vol. 2. (Guardians of the Galaxy Vol. 2)    | 2017. május 5.    | 2017. május 4.    | James Gunn               | James Gunn                                                                                            | Kevin Feige                      | Walt Disney Studios Motion Pictures | Fórum Hungary |
| Pókember: Hazatérés (Spider-Man: Homecoming)                | 2017. július 7.   | 2017. július 6.   | Jon Watts                | Jonathan M. Goldstein, John Francis Daley, Jon Watts, Christopher Ford, Chris McKenna és Erik Sommers | Kevin Feige és Amy Pascal        | Sony Pictures                       | Intercom      |
| Thor: Ragnarök (Thor: Ragnarok)                             | 2017. november 3. | 2017. november 2. | Taika Waititi            | Eric Pearson, Craig Kyle és Christopher L. Yost                                                       | Kevin Feige                      | Walt Disney Studios Motion Pictures | Fórum Hungary |
| Fekete Párduc (Black Panther)                               | 2018. február 16. | 2018. február 15. | Ryan Coogler             | Ryan Coogler és Joe Robert Cole                                                                       | Kevin Feige                      | Walt Disney Studios Motion Pictures | Fórum Hungary |
| Bosszúállók: Végtelen háború (Avengers: Infinity War)       | 2018. április 27. | 2018. április 26. | Anthony és Joe Russo     | Christopher Markus és Stephen McFeely                                                                 | Kevin Feige                      | Walt Disney Studios Motion Pictures | Fórum Hungary |
| A Hangya és a Darázs (Ant-Man and the Wasp)                 | 2018. július 6.   | 2018. július 26.  | Peyton Reed              | Chris McKenna, Erik Sommers, Paul Rudd, Andrew Barrer és Gabriel Ferrari                              | Kevin Feige és Stephen Broussard | Walt Disney Studios Motion Pictures | Fórum Hungary |
| Marvel Kapitány (Captain Marvel)                            | 2019. március 8.  | 2019. március 7.  | Anna Boden és Ryan Fleck | Anna Boden, Ryan Fleck és Geneva Robertson-Dworet                                                     | Kevin Feige                      | Walt Disney Studios Motion Pictures | Fórum Hungary |
| Bosszúállók: Végjáték (Avengers: Endgame)                   | 2019. április 26. | 2019. április 25. | Anthony és Joe Russo     | Christopher Markus és Stephen McFeely                                                                 | Kevin Feige                      | Walt Disney Studios Motion Pictures | Fórum Hungary |
| Pókember: Idegenben (Spider-Man: Far From Home)             | 2019. július 2.   | 2019. július 4.   | Jon Watts                | Chris McKenna és Erik Sommer                                                                          | Kevin Feige és Amy Pascal        | Sony Pictures                       | InterCom      |

### Multiverzum szága
A negyedik, ötödik és hatodik fázis filmjeit összefoglalóan „Multiverzum szága” néven ismerik. Ezek a fázisok nemcsak mozifilmeket tartalmaznak, hanem számos Disney+ sorozatot és három különleges epizódot is, amelyek szorosan kapcsolódnak a Marvel-moziuniverzum történetéhez.

#### Negyedik fázis
| Magyar cím (Eredeti cím)                                                               | Bemutató            | Bemutató            | Rendező               | Író                                                   | Producer                         | Forgalmazó                          | Forgalmazó    |
| Magyar cím (Eredeti cím)                                                               | USA                 | Magyar              | Rendező               | Író                                                   | Producer                         | USA                                 | Magyar        |
| -------------------------------------------------------------------------------------- | ------------------- | ------------------- | --------------------- | ----------------------------------------------------- | -------------------------------- | ----------------------------------- | ------------- |
| Fekete Özvegy (Black Widow)                                                            | 2021. július 9.     | 2021. július 8.     | Cate Shortland        | Eric Pearson                                          | Kevin Feige                      | Walt Disney Studios Motion Pictures | Fórum Hungary |
| Shang-Chi és a tíz gyűrű legendája (Shang-Chi and the Legend of the Ten Rings)         | 2021. szeptember 3. | 2021. szeptember 2. | Destin Daniel Cretton | Dave Callaham, Destin Daniel Cretton és Andrew Lanham | Kevin Feige és Jonathan Schwartz | Walt Disney Studios Motion Pictures | Fórum Hungary |
| Örökkévalók (Eternals)                                                                 | 2021. november 5.   | 2021. november 4.   | Chloé Zhao            | Chloé Zhao, Patrick Burleigh, Ryan Firpo és Kaz Firpo | Kevin Feige és Nate Moore        | Walt Disney Studios Motion Pictures | Fórum Hungary |
| Pókember: Nincs hazaút (Spider-Man: No Way Home)                                       | 2021. december 17.  | 2021. december 16.  | Jon Watts             | Chris McKenna és Erik Sommers                         | Kevin Feige és Amy Pascal        | Sony Pictures Motion Picture Group  | InterCom Zrt. |
| Doctor Strange az őrület multiverzumában (Doctor Strange in the Multiverse of Madness) | 2022. május 6.      | 2022. május 5.      | Sam Raimi             | Michael Waldron                                       | Kevin Feige                      | Walt Disney Studios Motion Pictures | Fórum Hungary |
| Thor: Szerelem és mennydörgés (Thor: Love and Thunder)                                 | 2022. július 8.     | 2022. július 7.     | Taika Waititi         | Taika Waititi és Jennifer Kaytin Robinson             | Kevin Feige és Brad Winderbaum   | Walt Disney Studios Motion Pictures | Fórum Hungary |
| Fekete Párduc 2. (Black Panther: Wakanda Forever)                                      | 2022. november 11.  | 2022. november 10.  | Ryan Coogler          | Ryan Coogler és Joe Robert Cole                       | Kevin Feige és Nate Moore        | Walt Disney Studios Motion Pictures | Fórum Hungary |

#### Ötödik fázis
| Magyar cím (Eredeti cím)                                              | Bemutató           | Bemutató          | Rendező       | Író                                                                     | Producer                                                       | Forgalmazó                          | Forgalmazó    |
| Magyar cím (Eredeti cím)                                              | USA                | Magyar            | Rendező       | Író                                                                     | Producer                                                       | USA                                 | Magyar        |
| --------------------------------------------------------------------- | ------------------ | ----------------- | ------------- | ----------------------------------------------------------------------- | -------------------------------------------------------------- | ----------------------------------- | ------------- |
| A Hangya és a Darázs: Kvantumánia (Ant-Man and the Wasp: Quantumania) | 2023. február 17.  | 2023. február 16. | Peyton Reed   | Jeff Loveness                                                           | Kevin Feige és Stephen Broussard                               | Walt Disney Studios Motion Pictures | Fórum Hungary |
| A galaxis őrzői: 3. rész (Guardians of the Galaxy Vol. 3)             | 2023. május 5.     | 2023. május 4.    | James Gunn    | James Gunn                                                              | Kevin Feige                                                    | Walt Disney Studios Motion Pictures | Fórum Hungary |
| Marvelek (The Marvels)                                                | 2023. november 10. | 2023. november 9. | Nia DaCosta   | Nia DaCosta, Megan McDonnell és Elissa Karasik                          | Kevin Feige                                                    | Walt Disney Studios Motion Pictures | Fórum Hungary |
| Deadpool & Rozsomák (Deadpool & Wolverine)                            | 2024. július 26.   | 2024. július 25.  | Shawn Levy    | Ryan Reynolds, Rhett Reese, Paul Wernick, Zeb Wells és Shawn Levy       | Kevin Feige, Lauren Shuler Donner, Ryan Reynolds és Shawn Levy | Walt Disney Studios Motion Pictures | Fórum Hungary |
| Amerika Kapitány: Szép új világ (Captain America: Brave New World)    | 2025. február 14.  | 2025. február 13. | Julius Onah   | Rob Edwards, Malcolm Spellman, Dalan Musson, Julius Onah és Peter Glanz | Kevin Feige és Nate Moore                                      | Walt Disney Studios Motion Pictures | Fórum Hungary |
| Mennydörgők* (Thunderbolts*)                                          | 2025. május 2.     | 2025. május 1.    | Jake Schreier | Eric Pearson és Joanna Calo                                             | Kevin Feige                                                    | Walt Disney Studios Motion Pictures | Fórum Hungary |

#### Hatodik fázis
| Magyar cím (Eredeti cím)                                            | Bemutató           | Bemutató         | Rendező               | Író                                                      | Producer                          | Forgalmazó                          | Forgalmazó    | Státusz    |
| Magyar cím (Eredeti cím)                                            | USA                | Magyar           | Rendező               | Író                                                      | Producer                          | USA                                 | Magyar        | Státusz    |
| ------------------------------------------------------------------- | ------------------ | ---------------- | --------------------- | -------------------------------------------------------- | --------------------------------- | ----------------------------------- | ------------- | ---------- |
| A Fantasztikus 4-es: Első lépések (The Fantastic Four: First Steps) | 2025. július 25.   | 2025. július 24. | Matt Shakman          | Josh Friedman, Eric Pearson, Jeff Kaplan és Ian Springer | Kevin Feige                       | Walt Disney Studios Motion Pictures | Fórum Hungary | Kiadva     |
| (Spider-Man: Brand New Day)                                         | 2026. július 31.   | N/A              | Destin Daniel Cretton | Chris McKenna és Erik Sommers                            | Kevin Feige és Amy Pascal         | Sony Pictures Motion Picture Group  | InterCom Zrt. | Forgatás   |
| Bosszúállók: Ítéletnap (Avengers: Doomsday)                         | 2026. december 18. | N/A              | Anthony és Joe Russo  | Michael Waldron és Stephen McFeely                       | Kevin Feige, Anthony és Joe Russo | Walt Disney Studios Motion Pictures | Fórum Hungary | Forgatás   |
| (Avengers: Secret Wars)                                             | 2027. december 17. | N/A              | Anthony és Joe Russo  | Michael Waldron és Stephen McFeely                       | Kevin Feige, Anthony és Joe Russo | Walt Disney Studios Motion Pictures | Fórum Hungary | Fejlesztés |

A Disney 2027. július 23-ra egy további, még be nem jelentett Marvel Studios-film premierdátumát ütemezte be.

## Fogadtatás

### Box office
|  | A legnagyobb bevételt termelő filmet jelzi (világszerte) |

|  | A legnagyobb bevételt termelő filmet jelzi (Egyesült Államok, Kanada) |

|  | A legnagyobb bevételt termelő filmet jelzi (Magyarország) |

| Film                                     | Bevétel          | Bevétel      | Bevétel                | Bevétel          | Helyezés    | Helyezés   | Költség          | Forrás     |            |
| Film                                     | USA, Kanada      | Magyar       | USA-n és Kanadán kívül | Összes           | USA, Kanada | Nemzetközi | Költség          | Forrás     |            |
| Első fázis                               | Első fázis       | Első fázis   | Első fázis             | Első fázis       | Első fázis  | Első fázis | Első fázis       | Első fázis | Első fázis |
| ---------------------------------------- | ---------------- | ------------ | ---------------------- | ---------------- | ----------- | ---------- | ---------------- | ---------- | ---------- |
| A Vasember                               | 319 034 126 $    | 682 308 $    | 266 762 121 $          | 585 796 247 $    | 89.         | 190.       | 140 000 000 $    | [ 104 ]    |            |
| A hihetetlen Hulk                        | 134 806 913 $    | 309 801 $    | 129 964 083 $          | 264 770 996 $    | 494.        | 625.       | 150 000 000 $    | [ 105 ]    |            |
| Vasember 2.                              | 312 433 331 $    | 704 870 $    | 311 500 000 $          | 623 933 331 $    | 95.         | 172.       | 200 000 000 $    | [ 106 ]    |            |
| Thor                                     | 181 030 624 $    | 744 824 $    | 268 295 994 $          | 449 326 618 $    | 280.        | 290.       | 150 000 000 $    | [ 107 ]    |            |
| Amerika Kapitány: Az első bosszúálló     | 176 654 505 $    | 505 909 $    | 193 915 269 $          | 370 569 774 $    | 298.        | 394.       | 140 000 000 $    | [ 108 ]    |            |
| Bosszúállók                              | 623 357 910 $    | 1 759 397 $  | 897 180 626 $          | 1 520 538 536 $  | 12.         | 10.        | 220 000 000 $    | [ 109 ]    |            |
| Második fázis                            |                  |              |                        |                  |             |            |                  |            |            |
| Vasember 3.                              | 409 013 994 $    | 2 023 575 $  | 806 563 211 $          | 1 215 577 205 $  | 39.         | 25.        | 200 000 000 $    | [ 110 ]    |            |
| Thor: Sötét világ                        | 206 362 140 $    | 1 104 097 $  | 438 421 000 $          | 644 783 140 $    | 222.        | 164.       | 170 000 000 $    | [ 111 ]    |            |
| Amerika Kapitány: A tél katonája         | 259 766 572 $    | 1 046 447 $  | 454 654 931 $          | 714 421 503 $    | 134.        | 134.       | 170 000 000 $    | [ 112 ]    |            |
| A galaxis őrzői                          | 333 176 600 $    | 1 625 312 $  | 439 631 547 $          | 773 350 147 $    | 79.         | 114.       | 170 000 000 $    | [ 113 ]    |            |
| Bosszúállók: Ultron kora                 | 459 005 868 $    | 1 980 532 $  | 946 012 180 $          | 1 405 018 048 $  | 25.         | 15.        | 250 000 000 $    | [ 114 ]    |            |
| A Hangya                                 | 180 202 163 $    | N/A          | 339 109 802 $          | 519 311 965 $    | 283.        | 233.       | 130 000 000 $    | [ 115 ]    |            |
| Harmadik fázis                           |                  |              |                        |                  |             |            |                  |            |            |
| Amerika Kapitány: Polgárháború           | 408 084 349 $    | N/A          | 746 962 067 $          | 1 155 046 416 $  | 42.         | 29.        | 250 000 000 $    | [ 116 ]    |            |
| Doctor Strange                           | 232 641 920 $    | 1 205 704 $  | 445 154 156 $          | 677 796 076 $    | 174.        | 155.       | 165 000 000 $    | [ 117 ]    |            |
| A galaxis őrzői vol. 2.                  | 389 813 101 $    | 1 713 606 $  | 473 942 950 $          | 863 756 051 $    | 50.         | 88.        | 200 000 000 $    | [ 118 ]    |            |
| Pókember: Hazatérés                      | 334 201 140 $    | 1 063 307 $  | 545 965 784 $          | 880 166 924 $    | 80.         | 78.        | 175 000 000 $    | [ 119 ]    |            |
| Thor: Ragnarök                           | 315 058 289 $    | 2 204 736 $  | 540 243 517 $          | 855 201 806 $    | 97.         | 92.        | 180 000 000 $    | [ 120 ]    |            |
| Fekete Párduc                            | 700 059 566 $    | 1 565 256 $  | 674 533 163 $          | 1 374 959 729 $  | 6.          | 17.        | 205 000 000 $    | [ 121 ]    |            |
| Bosszúállók: Végtelen háború             | 678 815 482 $    | 3 172 176 $  | 1 373 599 557 $        | 2 052 415 039 $  | 8.          | 6.         | 350 000 000 $    | [ 122 ]    |            |
| A Hangya és a Darázs                     | 216 648 740 $    | 988 917 $    | 406 025 399 $          | 622 674 139 $    | 204.        | 179.       | 162 000 000 $    | [ 123 ]    |            |
| Marvel Kapitány                          | 426 829 839 $    | 2 100 977 $  | 704 586 607 $          | 1 131 416 446 $  | 33          | 33.        | 150 000 000 $    | [ 124 ]    |            |
| Bosszúállók: Végjáték                    | 858 373 000 $    | 4 500 776 $  | 1 941 066 100 $        | 2 799 439 100 $  | 2.          | 2.         | 350 000 000 $    | [ 125 ]    |            |
| Pókember: Idegenben                      | 391 283 774 $    | 1 721 523 $  | 746 838 016 $          | 1 138 121 790 $  | 49.         | 32.        | 160 000 000 $    | [ 126 ]    |            |
| Negyedik fázis                           |                  |              |                        |                  |             |            |                  |            |            |
| Fekete Özvegy                            | 183 651 655 $    | 1 383 420 $  | 196 100 000 $          | 379 751 655 $    | 280.        | 409.       | 200 000 000 $    | [ 127 ]    |            |
| Shang-Chi és a tíz gyűrű legendája       | 224 543 292 $    | 894 980 $    | 207 700 000 $          | 432 243 292 $    | 193.        | 331.       | 150 000 000 $    | [ 128 ]    |            |
| Örökkévalók                              | 164 870 234 $    | 746 263 $    | 237 194 665 $          | 402 064 899 $    | 370.        | 377.       | 236 000 000 $    | [ 129 ]    |            |
| Pókember: Nincs hazaút                   | 814 866 759 $    | 2 738 027 $  | 1 113 174 146 $        | 1 928 040 905 $  | 3.          | 7.         | 200 000 000 $    | [ 130 ]    |            |
| Doctor Strange az őrület multiverzumában | 411 331 607 $    | 1 659 363 $  | 544 444 197 $          | 955 775 804 $    | 44.         | 68.        | 200 000 000 $    | [ 131 ]    |            |
| Thor: Szerelem és mennydörgés            | 343 256 830 $    | 2 181 167 $  | 417 671 251 $          | 760 928 081 $    | 77.         | 123.       | 250 000 000 $    | [ 132 ]    |            |
| Fekete Párduc 2.                         | 453 829 060 $    | 1 225 995 $  | 405 379 776 $          | 859 208 836 $    | 30.         | 93.        | 250 000 000 $    | [ 133 ]    |            |
| Ötödik fázis                             |                  |              |                        |                  |             |            |                  |            |            |
| A Hangya és a Darázs: Kvantumánia        | 214 504 909 $    | 868 196 $    | 261 566 271 $          | 476 071 180 $    | 219.        | 281.       | 388 400 000 $    | [ 134 ]    |            |
| A galaxis őrzői: 3. rész                 | 358 995 815 $    | 1 837 177 $  | 486 559 962 $          | 845 555 777 $    | 70.         | 98.        | 250 000 000 $    | [ 135 ]    |            |
| Marvelek                                 | 84 500 223 $     | 355 738 $    | 121 636 602 $          | 206 136 825 $    | 1002.       | 915.       | 375 000 000 $    | [ 136 ]    |            |
| Deadpool & Rozsomák                      | 631 645 158 $    | 3 769 084 $  | 701 327 787 $          | 1 338 073 645 $  | 12.         | 21.        | 200 000 000 $    | [ 137 ]    |            |
| Amerika Kapitány: Szép új világ          | 200 500 001 $    | 918 596 $    | 214 601 576 $          | 415 101 577 $    | 250.        | 351.       | 180 000 000 $    | [ 138 ]    |            |
| Mennydörgők*                             | 190 274 328 $    | 839 373 $    | 192 162 589 $          | 382 436 917 $    | 275.        | 409.       | 180 000 000 $    | [ 139 ]    |            |
| Hatodik fázis                            |                  |              |                        |                  |             |            |                  |            |            |
| A Fantasztikus 4-es: Első lépések        | 240 637 549 $    | 693 134 $    | 204 644 017 $          | 445 281 566 $    |             |            | 200 000 000 $    | [ 140 ]    |            |
| Összesen                                 | 13 070 822 755 $ | 72 462 922 $ | 19 339 668 780 $       | 32 410 491 762 $ |             |            | 7,724 milliárd $ | [ 141 ]    |            |

### Kritikák
| Film                                     | Rotten Tomatoes   | Metacritic      |
| ---------------------------------------- | ----------------- | --------------- |
| A Vasember                               | 94% (282 kritika) | 79 (38 kritika) |
| A hihetetlen Hulk                        | 68% (237 kritika) | 61 (38 kritika) |
| Vasember 2.                              | 72% (305 kritika) | 57 (40 kritika) |
| Thor                                     | 77% (296 kritika) | 57 (40 kritika) |
| Amerika Kapitány: Az első bosszúálló     | 80% (276 kritika) | 66 (43 kritika) |
| Bosszúállók                              | 91% (368 kritika) | 69 (43 kritika) |
| Vasember 3.                              | 79% (331 kritika) | 62 (44 kritika) |
| Thor: Sötét világ                        | 67% (290 kritika) | 54 (44 kritika) |
| Amerika Kapitány: A tél katonája         | 90% (311 kritika) | 70 (48 kritika) |
| A galaxis őrzői                          | 90% (311 kritika) | 76 (53 kritika) |
| Bosszúállók: Ultron kora                 | 76% (376 kritika) | 66 (49 kritika) |
| A Hangya                                 | 83% (341 kritika) | 64 (43 kritika) |
| Amerika Kapitány: Polgárháború           | 90% (431 kritika) | 75 (52 kritika) |
| Doctor Strange                           | 89% (388 kritika) | 72 (49 kritika) |
| A galaxis őrzői vol. 2.                  | 85% (425 kritika) | 67 (47 kritika) |
| Pókember: Hazatérés                      | 92% (400 kritika) | 73 (51 kritika) |
| Thor: Ragnarök                           | 93% (439 kritika) | 74 (51 kritika) |
| Fekete Párduc                            | 96% (532 kritika) | 88 (55 kritika) |
| Bosszúállók: Végtelen háború             | 85% (492 kritika) | 68 (54 kritika) |
| A Hangya és a Darázs                     | 87% (446 kritika) | 70 (56 kritika) |
| Marvel Kapitány                          | 79% (552 kritika) | 64 (56 kritika) |
| Bosszúállók: Végjáték                    | 94% (551 kritika) | 78 (57 kritika) |
| Pókember: Idegenben                      | 90% (459 kritika) | 69 (55 kritika) |
| Fekete Özvegy                            | 79% (462 kritika) | 68 (58 kritika) |
| Shang-Chi és a tíz gyűrű legendája       | 92% (343 kritika) | 71 (52 kritika) |
| Örökkévalók                              | 47% (417 kritika) | 52 (62 kritika) |
| Pókember: Nincs hazaút                   | 93% (432 kritika) | 71 (60 kritika) |
| Doctor Strange az őrület multiverzumában | 74% (465 kritika) | 60 (65 kritika) |
| Thor: Szerelem és mennydörgés            | 63% (449 kritika) | 57 (64 kritika) |
| Fekete Párduc 2.                         | 84% (450 kritika) | 67 (62 kritika) |
| A Hangya és a Darázs: Kvantumánia        | 46% (412 kritika) | 48 (61 kritika) |
| A galaxis őrzői: 3. rész                 | 82% (407 kritika) | 64 (63 kritika) |
| Marvelek                                 | 62% (370 kritika) | 50 (57 kritika) |
| Deadpool & Rozsomák                      | 78% (413 kritika) | 56 (58 kritika) |
| Amerika Kapitány: Szép új világ          | 47% (347 kritika) | 42 (56 kritika) |
| Mennydörgők*                             | 88% (354 kritika) | 68 (52 kritika) |
| A Fantasztikus 4-es: Első lépések        | 86% (360 kritika) | 65 (54 kritika) |